# Joseph Barney
Joseph Barney (ur. 4 marca 1753 w  Wolverhampton, zm. po 1829) – angielski malarz i rytownik. Uczeń Antonio Zucchiego i Angeliki Kauffmann. Malował obrazy zarówno z życia codziennego jak też sceny ilustrujące sztuki Szekspira i mitologiczne. 15 października 1793 roku objął posadę mistrza malarskiego w Królewskiej Akademii Wojskowej w Woolwich, którą piastował przez 27 lat. W 1815 roku został malarzem kwiatów księcia regenta, przyszłego króla Jerzego IV. Zmarł po 1829 roku - wtedy odbyła się ostatnia wystawa jego prac.

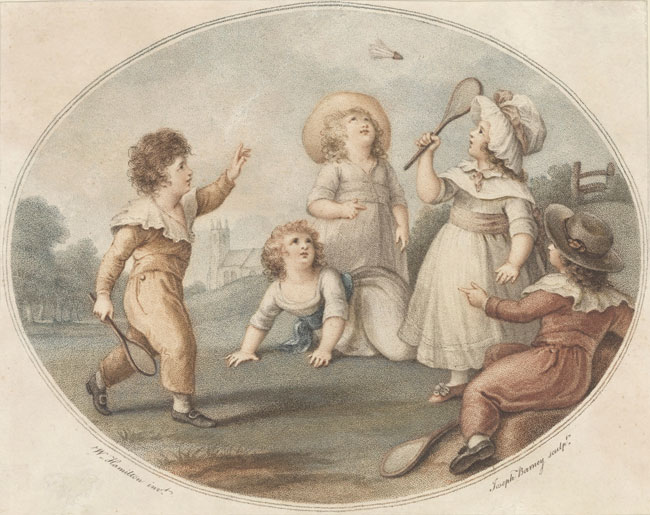
Badmington